# Boško Balaban
Boško Balaban (Fiume, 1978. október 15. –) horvát válogatott labdarúgó.
A horvát válogatott tagjaként részt vett a 2002-es és a 2006-os világbajnokságon.

## Sikerei, díjai
Dinamo Zagreb
- Horvát bajnok (3): 2002–03, 2006–07, 2007–08
- Horvát kupa (3): 2000–01, 2006–07, 2007–08

Club Brugge
- Belga bajnok (1): 2004–05
- Belga kupa (1): 2006–07